# Палестина на літніх Олімпійських іграх 2024
Палестина брала участь у літніх Олімпійських іграх 2024 в Парижі, які тривали з 26 липня по 11 серпня 2024 року. Ця Олімпіада стала восьмою участю нації в літніх Олімпійських іграх з моменту офіційного дебюту на літніх Олімпійських іграх 1996 року.
Напередодні ігор було висловлено занепокоєння щодо можливості палестинських спортсменів брати участь у ньому через знищення спортивних об'єктів і неможливість участі в змаганнях під час війни між Ізраїлем та Хамасом. Палестинська кампанія за академічний і культурний бойкот Ізраїлю повідомила, що за даними Палестинської футбольної асоціації, 69 палестинських спортсменів олімпійських видів спорту були вбиті під час бойових дій або в результаті посилення ізраїльської блокади між жовтнем 2023 року та липнем 2024 року, у тому числі каратистка Нагама Абу Самра, яка мала брати участь у змаганнях, кілька членів національної збірної з волейболу, а також перший прапороносець Палестини на Олімпійських іграх Маджед Абу Марахіль, помічник тренера олімпійської футбольної збірної Палестини Хані Аль-Масдар, і тренер збірної країни з легкої атлетики Білаль Абу Самаан. Важкоатлет із Гази Мохаммед Хамада, який брав участь в Олімпійських іграх 2020 року, схуд на 20 кг внаслідок голоду, та пошкодив коліно під час перевезення води, тому не зміг кваліфікуватися на ігри 2024 року.
Декілька членів палестинської делегації також підкреслили важливість, на їхню думку, палестинського представництва в контексті війни, а також їх намір принести «послання миру». Це включало також сорочку, одягнену на прапороносця Васіма Абусаля під час параду прапорів церемонії відкриття ігор, на якій було зображено двох дітей, які граються під бойовими літаками, які скидають бомби, у супроводі олімпійських кілець, оливкових гілок та з написаним арабським словом, що означає «свобода» (араб. حرية, ḥurriyya).

## Спортсмени
Країну на Олімпійських іграх 2024 року представляли 8 спортсменів, з них 6 чоловіків і 2 жінки, що стало найбільшою кількістю спортсменів за час участі Палестини в Олімпійських іграх.

### Легка атлетика
У легкій атлетиці Палестину представляли 2 бігунів на середні дистанції. На змаганнях з бігу на 800 метрів серед чоловіків країну представляв Мохаммед Дведар. У першому попередньому забігу він з результатом 1:54,83 зайняв загальне 54-те місце, а в другому попередньому забігу з таким же часом зайняв загальне 32-ге місце, та не пройшов до наступного етапу. На змаганнях з бігу на 800 метрів серед жінок Палестину представляла Лейла Альмасрі. У першому попередньому забігу вона з результатом 2:12,21 встановила національний рекорд, та зайняла загальне 48-ме місце, а в другому попередньому забігу з результатом 2:16,72 зайняла загальне 30-те місце, та не пройшла до наступного етапу.

### Бокс
Палестина вперше отримала одне місце на олімпійський турнір з боксу. На іграх націю представляв Васім Абусаль, який брав участь у змаганнях у категорії до 57 кг серед чоловіків, та отримав місце на іграх за універсальною квотою. На турнірі палестинський боксер поступився шведському боксеру Небілю Махмуду Ібрагіму, та вибув з подальшої боротьби.

### Дзюдо
Палестина вперше отримала одне місце на олімпійський турнір із дзюдо. На іграх націю представляв Фарес Бадаві, який брав участь у змаганнях у категорії до 81 кг серед чоловіків, та отримав місце на іграх за універсальною квотою. На турнірі палестинський дзюдоїст в 1/8 фіналу поступився таджицькому спортсмену Сомону Махмадбекову, та вибув з подальшої боротьби.

### Стрільба
Палестина вперше отримала одне місце на олімпійський турнір зі стрільби. На іграх націю представляв Хорхе Антоніо Сальє, який отримав місце за універсальною квотою. На іграх палестинський стрілець виступав у скиті серед чоловіків, набравши 100 очок, та посів підсумкове 30-те місце.

### Плавання
На змаганнях з плавання Палестину представляли 2 спортсмени. У змаганнях на дистанції 100 метрів на спині серед чоловіків Язан Аль-Бавваб з часом 58,26 сек зайняв загальне 43-тє місце у кваліфікаційному запливі, та не пройшов до наступного раунду. У змаганнях з комплексного плавання на дистанції 200 метрів серед жінок Валері Таразі з часом 2:20,56 хв зайняла загальне 32-ге місце у кваліфікації, та не пройшла до попереднього раунду.

### Тхеквондо
Уперше на олімпійському турнірі з тхеквондо виступив спортсмен із Палестини. Омар Ясер Ісмаїл отримав місце на іграх після перемоги у півфіналі азійського кваліфікаційного турніру в китайському місті Тайань. На іграх палестинський тхеквондист виступав у змаганнях у категорії до 58 кг серед чоловіків. У кваліфікаційному раунді він переміг Хаді Тіранваліпура зі збірної біженців, проте в 1/8 фіналу поступився іспанському спортсмену Адріану Вісенте, та вибув з подальшої боротьби.